# قتل سمك نهر كلاماث عام 2002
وقع حادث قتل سمك نهر كلاماث عام 2002 في نهر كلاماث بولاية كاليفورنيا في سبتمبر 2002. حيث مات أكثر من 70000 سمكة من سمك سلمون الشينوك عند عودتها إلى النهر لتضع بيضها، مما جعله أكبر حادث قتل سمك سلمون في تاريخ ولايات الغرب الأمريكية.
وكشف تقرير من المؤسسة الأمريكية للأسماك والحياة البرية أن حادث قتل السمك كان نتيجة تحويل الماء إلى المزارعين ومربي الماشية على حوض نهر كلاماث خلال سنة الجفاف. ووجد التقرير أن التدفق المنخفض وغير الطبيعي في تيار النهر مع كثرة أعداد الأسماك العائدة وارتفاع درجة حرارة المياه أصاب السمك بمرض تعفن الخياشيم ليقتل ما لا يقل عن 33000  سمكة سلمون في سبتمبر 2002 قبل أن تتمكن من التكاثر. وكان السمك الميت يتدفق في اتجاه مجرى مصب نهر ترينيتي، وتأثر سمك السلمون في نهر ترينيتي بدرجة أكبر عما في نهر كلاماث حيث كان تدفق نهر ترينيتي في ذروته. كما أكد التقرير أن التقدير الرسمي الوارد لموت السمك بـ 34056 منخفض للغاية على الأرجح، ويمكن أن يكون نصف الخسارة الفعلية فقط. توضح مستويات تدفق نهر كلاماث كما قيست بمقياس النهر في كينو انخفاض مستوى التدفق بما يعادل (22.7 m3/s) في سبتمبر 1908 (قبل بدء الري). وأثناء حادث قتل السمك عام 2002، تم تسجيل مستويات التدفق بما يعادل (13.5 m3/s). وتم تسجيل متوسط مستويات التدفق بما يعادل أثناء وقف الري في سبتمبر 2001.
استجابة للمقالة التي نشرتها صحيفة واشنطن بوست والتي تنتقد دور نائب رئيس الولايات المتحدة، ديك تشيني، في السماح بتحويل المياه إلى المزارعين ومربي الماشية لتحقيق مكاسب سياسية، بدأت لجنة الموارد الطبيعية تحقيقًا في دوره للتحريض على قتل الأسماك.
لعب حادث قتل السمك دورًا هامًا في تحفيز جهود الهنود الأمريكيين، بالتنسيق مع دعاة حماية البيئة والصيادين، لإزالة السدود من نهر كلاماث.
تم إنتاج مسرحية عن قتل السمك بعنوان السلمون هو كل شيء، وتضم مجموعة من الممثلين من بينهم أشخاص من مجتمعات هوبا، وكاروك، ويوروك. وتم عرض المسرحية لأول مرة على مسرح جامعة مقاطعة هومبولت، وبعد ذلك في جامعة أوريغون.